# Гайдаенко, Иван Петрович
Ива́н Петро́вич Гайда́енко (7 января 1914 — 8 сентября 1994) — советский и украинский писатель-маринист и журналист, общественный деятель-международник. Писал на русском языке.

## Биография
Родился в селе Семиозёрное в Северном Казахстане, куда были сосланы его родители за участие в революционных выступлениях. В 1922 г. семья переехала в Одессу. В 1929—1932 гг. учился в Одесской мореходной школе, после чего длительное время работал моряком грузового флота.
Во время Гражданской войны в Испании был моряком на советском теплоходе  «Комсомол», который перевозил грузы республиканцам. 14 декабря 1936 г. теплоход был потоплен франкистами, а Гайдаенко, наряду с другими членами команды, на некоторое время оказался во франкистской тюрьме «Пуэрто де Санта Мария». Позднее заключённых перевели в тюрьму в Германии. В 1938 г. все моряки были освобождены и отправлены в СССР.
После фашистского плена здоровье было подорвано, и он начал работать журналистом, публикуя очерки в различных газетах. В 1939 году направлен в город Луцк редактором молодёжной газеты. О пленении экипажа т/х "Комсомол" выпустил свою первую книгу «В коричневом плену», опубликованную в 1942 году.
Участник Великой Отечественной войны. Участвовал в оборонительных боях под Луцком и Житомиром в составе Волынского конвойного полка НКВД, был контужен. В августе—сентябре 1941 года участвовал в перевозке эвакуируемого имущества, населения и личного состава из Одессы. Затем служил интендантом по вещевой части обозно-вещевого отделения тыла Крымского морского оборонительного района Черноморского флота.  С октября 1941 г. - штурманский офицер бригады торпедных катеров Черноморского флота, с ноября - штурман канонерской лодки "Дагестан"  4-й бригады речных кораблей Волжской военной флотилии, поддерживавшей 62-ю армию в боях под Сталинградом, обеспечивая безопасность транспортировки нефти по Волге. Демобилизовался в 1946 году в звании лейтенанта интендантской службы.
После войны продолжил работать на судах торгового флота Черноморского морского пароходства. Тогда же стал всё чаще публиковать свои литературные произведения. Автор более 52-х книг. Работал в жанрах драматургии, прозы, публицистики. 16 лет руководил Одесским отделением Союза писателей Украины.
Был активным общественным деятелем Одессы, возглавил миротворческое движение и четверть века  был первым председателем Одессвого комитета защиты мира. Участвовал во многих общественных организациях и мероприятиях.
Похоронен в Одессе на Втором Христианском  кладбище.

## Награды
- орден Отечественной войны II степени (11.03.1985)
- орден Трудового Красного Знамени (24.11.1960)
- орден «Знак Почёта» (16.12.1936)
- медаль «За боевые заслуги» (27.05.1945)
- другие медали

## Сочинения
- В коричневом плену (1942)